# Dana Hill
Dana Hill (ur. 6 maja 1964, zm. 15 lipca 1996) – amerykańska aktorka filmowa i głosowa.

## Wybrana filmografia

### Role aktorskie

#### Filmy
- 1982: Najwyższa stawka jako Sherry Dunlap
- 1983: Moje Cross Creek jako Ellie Turner
- 1985: W krzywym zwierciadle: Europejskie wakacje jako Audrey Griswold
- 1986: Akademia Wojskowa jako sierżant Andrea Prichett

### Role głosowe

#### Seriale animowane
- 1990: Widget jako Kevin
- 1994: Duckman jako Charles Duckman

#### Filmy animowane
- 1990: Jetsonowie: Na orbitującej asteroidzie jako Teddy 2
- 1992: Tom i Jerry: Wielka ucieczka jako Jerry